# Parcours des mondes
Le Parcours des mondes à Paris est le plus important salon international des Arts Premiers par le nombre, la qualité et la diversité de ses galeries participantes.
Depuis 2002, il rassemble chaque année à Paris une soixantaine de galeristes spécialisés dans les arts d’Afrique, d’Asie, d’Océanie et des Amériques. Pendant la deuxième semaine du mois de septembre, galeries allemandes, américaines, anglaises, australiennes, belges, canadiennes, espagnoles, italiennes, néerlandaises, suisses ou de province rejoignent leurs confrères parisiens installés à demeure dans le quartier des Beaux-arts de Saint-Germain-des-Prés.
Cette concentration exceptionnelle d’œuvres et d’experts prend la forme d’un salon ouvert en accès libre où les visiteurs peuvent parcourir les rues pittoresques de ce quartier historique, devenu l’écrin des arts premiers. Chaque galerie offre dans une présentation personnalisée et intime des chefs-d’œuvre inconnus d’Afrique ou d’Océanie, des pièces ethnographiques plus abordables et des œuvres recherchées des collectionneurs.
À la suite du décès de son directeur Pierre Moos, Yves-Bernard Debie prend la direction du Parcours des mondes en janvier 2023.